# Mărculești-Gară
Mărculești-Gară – wieś w Rumunii, w okręgu Călărași, w gminie Perișoru. W 2011 roku liczyła 193 mieszkańców.